# Teresa Dopler

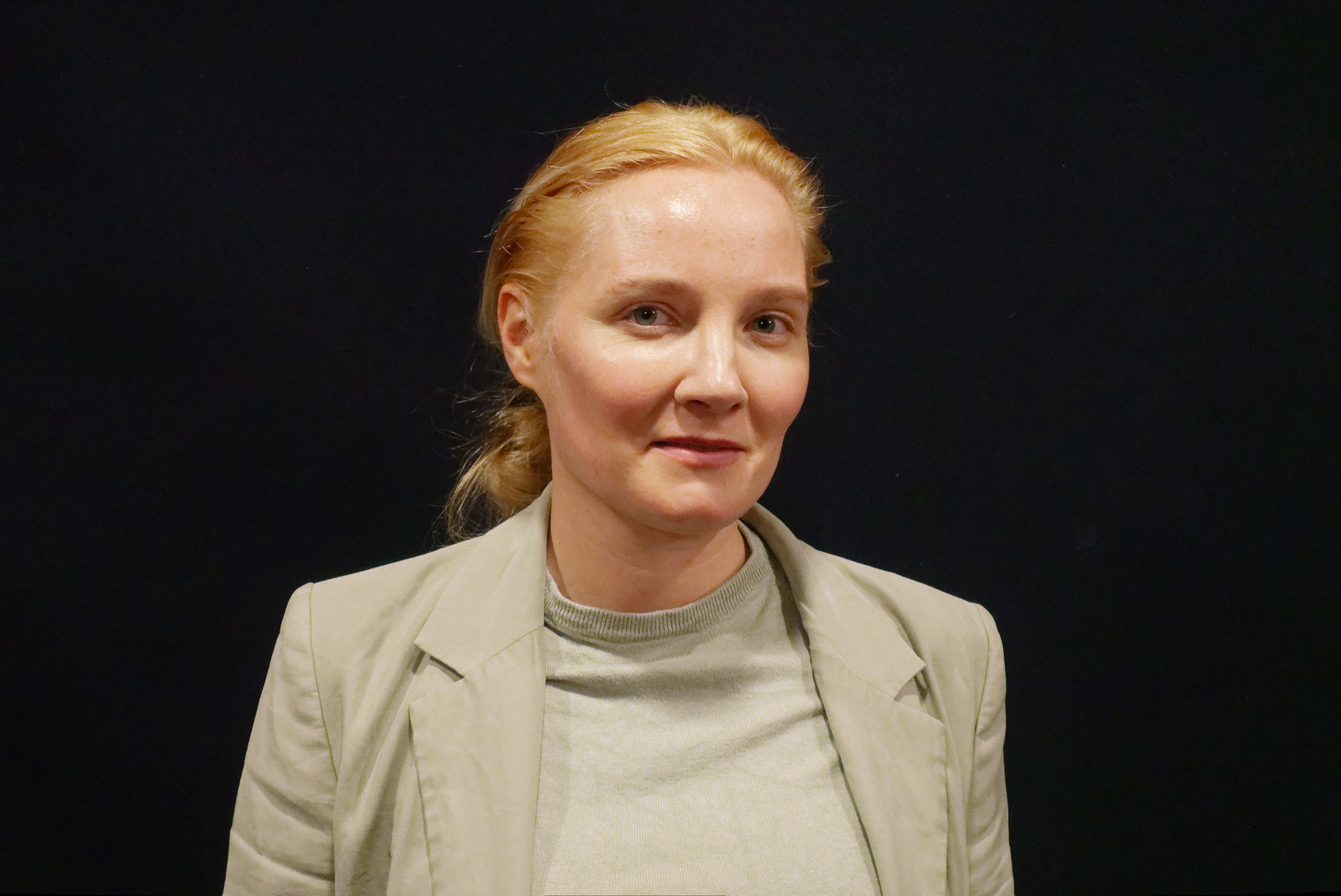
Teresa Dopler (2023)

Teresa Dopler (geboren 12. Mai 1990 in Linz) ist eine österreichische Dramatikerin.

## Leben
Dopler ging nach der Matura zum Studium nach Wien. An der Universität für angewandte Kunst Wien studierte sie drei Jahre lang Sprachkunst. Mit dem erworbenen Bachelor of Arts-Abschluss begann sie 2014 ein Masterstudium der Theater-, Film- und Medienwissenschaften an der Universität Wien. Sie ist Teilnehmerin des zwei Jahre laufenden Lehrgangs Forum Text 2018–2020 beim Drama Forum Graz. Zudem nahm sie 2019 an der Residency for Emerging Playwrights am Londoner Royal Court Theatre teil.
Währenddessen veröffentlichte Dopler ihre Dramentexte in österreichischen Literaturzeitschriften wie kolik – Zeitschrift für Literatur und Die Rampe sowie im Hörfunk etwa bei Ö1 und Radio Oberösterreich. Mit ihren eingereichten Texten warb sie zahlreiche Arbeitsstipendien ein, darunter 2014, 2016 und 2018 DramatikerInnenstipendien des österreichischen Bundeskanzleramts, das Literaturstipendium der Stadt Linz 2015, die Talentförderungsprämie des Landes Oberösterreich 2015 sowie das Dramatikerstipendium der Literar-Mechana 2017.
Ihr Debütstück Was wir wollen wurde als Dramentext 2015 für den Osnabrücker Dramatikerpreis nominiert. Erst im November 2017 wurde es tatsächlich uraufgeführt. Inhaltlich handelt es von den Konflikten und Aushandlungen zwischen drei sehr unterschiedlichen Geschwistern, die das spanische Häuschen ihrer Hippie-Mutter geerbt haben.
Das zweite Dramenwerk Unsere blauen Augen, im Oktober 2018 uraufgeführt, hinterfragt die üblichen leichtfertigen Erwartungshaltungen eines jungen bürgerlichen Paars, dem beim "Traum vom ländlichen Eigenheim" einiges dazwischenkommt, so etwa auch eine Gruppe Geflüchteter im selben Ort. Es handelt sich nicht um eine Komödie. Das Stück gewann 2019 den mit 5000 Euro dotierten dritten Platz beim Waldorf 100-Dramawettbewerb. Die Gewinnerstücktexte stehen Waldorfschulen für Schüleraufführungen bereits unmittelbar für das Schuljahr 2019/2020 und auch fortan lizenzfrei zur Verfügung.
Mit ihrem dritten großen Dramentext Das weiße Dorf hat die Autorin 2019 den mit 10.000 Euro dotierten Hauptpreis des 36. Heidelberger Stückemarkts gewonnen. An Bord eines Kreuzfahrtschiffes auf dem Amazonas treffen ein Mann und eine Frau aufeinander, die vor Jahren schon einmal eine Liebesaffäre miteinander hatten. Sie taxieren sich gegenseitig, beide sind Karrieristen und geübte Selbstoptimierer. Im Dialog zeigen sie ihr wankelmütiges Innenleben als "Emotions-Zombies im Turbokapitalismus". Das namensgebende „weiße Dorf“ ist ein Traumgebilde. Als Gewinnerdrama bekommt das Stück eine garantierte Erstaufführung am Eröffnungsabend des nächsten Heidelberger Stückemarkts am 24. April 2020.
Teresa Dopler lebt und arbeitet in Wien.

## Werke
- Was wir wollen, Kiepenheuer Medien, Berlin 2017, ISBN 978-3-7418-9908-9, Schauspiel für fünf Darsteller, Uraufführung 19. November 2017 am Landestheater Innsbruck[6]
- Unsere blauen Augen, Schauspiel für 4–7 Darsteller, Uraufführung 12. Oktober 2018 am Mainfranken Theater Würzburg[6]
- Das weiße Dorf, Schauspiel für zwei Darsteller.
- Monte Rosa, Schauspiel für 3 Darsteller, Uraufführung 19. Mai 2021 am Landestheater Niederösterreich.[11]

## Auszeichnungen
- 2019: Waldorf 100-Dramawettbewerb 3. Platz für Unsere blauen Augen
- 2019: AutorenPreis des Heidelberger Stückemarkts für ihren Dramentext Das weiße Dorf[12]
- 2019: Peter-Turrini-DramatikerInnenstipendium des Landes Niederösterreich[13]
- 2019: Publikumspreis des Stücke-Fests am Landestheater Niederösterreich für ihren Text Monte Rosa[13]
- 2022: Nominierung des Stücks Monte Rosa bei den Mülheimer Theatertagen[14]

## Belege
1. 1 2  Kurzvita Teresa Dopler, textbuehne.eu/autoren, abgerufen am 6. Mai 2019.
2. ↑  Biografisches zu Teresa Dopler, dramaforum.at, abgerufen am 6. Mai 2019.
3. ↑  Hauptpreis des 36. Heidelberger Stückemarkts geht an Teresa Dopler, theaterheidelberg.de, abgerufen am 6. Mai 2019.
4. ↑  Profile of Teresa Dopler, Royal Court Theatre, abgerufen am 6. Mai 2019.
5. ↑  Langzeitstipendien für Literatur vergeben, OTS, abgerufen am 6. Mai 2019.
6. 1 2 3  Autorenprofil beim Berliner Gustav Kiepenheuer Bühnenvertrieb, abgerufen am 6. Mai 2019.
7. ↑  "Was wir wollen": Wenn Erbe zur Bürde wird, Der Standard vom 23. November 2017, abgerufen am 6. Mai 2019.
8. ↑  Blauäugig nach Kalifornien und wieder zurück, Mainpost 2. April 2019, abgerufen am 6. Mai 2019.
9. ↑  Drama „Wo ist der Mensch?“ Preisverleihung zum Waldorf 100-Dramawettbewerb, waldorf-100.org, abgerufen am 6. Mai 2019.
10. ↑  Zitate aus der Laudatio zur Preisverleihung beim Heidelberger Stückemarkt 2019 (PDF) (Memento des Originals vom 6. Mai 2019 im Internet Archive)  Info: Der Archivlink wurde automatisch eingesetzt und noch nicht geprüft. Bitte prüfe Original- und Archivlink gemäß Anleitung und entferne dann diesen Hinweis., theaterheidelberg.de vom 5. Mai 2019, abgerufen am 6. Mai 2019.
11. ↑  Monte Rosa. In: Kiepenheuer Theater & Medien. Abgerufen am 15. Dezember 2024.
12. ↑  Laudationes zur Preisverleihung beim Heidelberger Stückemarkt 2019 (PDF) (Memento des Originals vom 6. Mai 2019 im Internet Archive)  Info: Der Archivlink wurde automatisch eingesetzt und noch nicht geprüft. Bitte prüfe Original- und Archivlink gemäß Anleitung und entferne dann diesen Hinweis., theaterheidelberg.de vom 5. Mai 2019, abgerufen am 6. Mai 2019.
13. 1 2  Salzburger Nachrichten: Teresa Dopler erhielt Turrini-DramatikerInnenstipendium. Artikel vom 8. Juni 2019, abgerufen am 8. Juni 2019.
14. ↑  Teresa Dopler: Monte Rosa. In: Der Theaterverlag. Abgerufen am 15. Dezember 2024.

| Personendaten    | Personendaten                |
| ---------------- | ---------------------------- |
| NAME             | Dopler, Teresa               |
| KURZBESCHREIBUNG | österreichische Dramatikerin |
| GEBURTSDATUM     | 12. Mai 1990                 |
| GEBURTSORT       | Linz                         |